# Обелиск павшим воинам Великой Отечественной войны (Илбенге)
«Обелиск павшим воинам Великой Отечественной войны (1941—1945 гг.) в ознаменование 40-летия Победы» — мемориальный памятник, посвящённый памяти воинов, погибших в годы Великой Отечественной войны в селе Илбенге, Баппагайинского наслега, Вилюйского улуса, Республики Саха (Якутия). Памятник истории и культуры местного значения.

## Общая информация
После завершения Великой Отечественной войны в городах и сёлах республики Якутия стали активно возводить первые памятники и мемориалы, посвящённые павшим солдатам. Обелиск в селе Илбенге Баппагайинского наслега Вилюйского улуса возвели в 1985 году в центральной части села на территории МБУ ДЦ «Алаьа».

## История
По архивным сведениям и документам, в годы Великой Отечественной войны 74 баппагаинца сражались на фронтах. 27 солдат погибли и пропали без вести на полях сражений. В годы войны за особую храбрость М. А. Алексеев, Ф. С. Томский и А. Г. Харлампьев награждены орденами и медалями. 25 человек были отправлены на трудовой фронт, в том числе в бухте Тикси, что в Заполярье — 13 человек.

## Описание памятника
Памятник возведённый в Илбенге посвящён подвигу баппагаинцев, павшим в боях за Родину в годы Великой Отечественной войны (1941—1945 гг.). Его открытие было приурочено к празднованию 40-й годовщины Победы. Обелиск представляет собой бетонную стелу. Центральная часть прямоугольной формы, высотой — 4,6 м, шириной — 0,83 м, толщиной — 0,27 м. На стеле закреплён барельеф с цифрами «1941—1945» и макетом ордена Отечественной войны. В верхней части стелы барельеф звезды с лавровой ветвью. В левой части стелы расположен барельеф солдата в каске, с винтовкой в полный рост. Над ним установлена табличка из чёрного гранита с надписью на якутском языке «Никто не забыт, ничто не забыто». В правой части стелы установлены памятные таблички из чёрного гранита, на кототрых нанесены имена 40 участников Великой Отечественной войны (1941—1945 гг.). Сама стела имеет основание Т-образной формы. Памятник ограждён металлическим забором из труб и уголков.
В соответствии с приказом Министерства культуры и духовного развития Республики Саха (Якутия) «О включении выявленного объекта культурного наследия „Обелиск павшим воинам Великой Отечественной войны (1941—1945 гг.) в ознаменование 40-летия Победы“, расположенного по адресу: Республика Саха (Якутия), Вилюйский улус (район), Баппагаинский наслег, с. Илбенге, на территории МБУ ДЦ „Алаьа“ по ул. М. А. Алексеева, 26», памятник внесён в реестр объектов культурного наследия народов Российской Федерации и охраняется государством.